# Eberhart Herrmann
Eberhart Herrmann (* 1942/1943 in München) ist ein deutscher Teppichkunsthändler und Millionär, der seit 1995 in der Schweiz lebt. Der breiten Öffentlichkeit wurde er insbesondere durch einen rund 13 Jahre währenden Rechtsstreit gegen den Psychiater Hans-Jürgen Möller und den Freistaat Bayern als dessen Dienstherrn bekannt.
Der Psychiater Möller hatte – ohne je mit Herrmann selbst gesprochen zu haben – bei Herrmann im Dezember 1994 eine psychische Erkrankung mit „Selbst- und Fremdgefährdung“ diagnostiziert und ein „fachpsychiatrisches Attest auf Unterbringung in einem psychiatrischen Krankenhaus“ angefertigt, in dem behauptet wurde, eine sofortige Einweisung Herrmanns sei „zwingend erforderlich“. Anschließend ließ Möller dieses „fachpsychiatrische Attest“ rechtswidrig der damaligen Ehefrau Herrmanns zukommen, in deren Auftrag er es angefertigt hatte.

## Leben
Herrmann hat Rechtswissenschaft und Mathematik studiert. Er erbte von seiner Mutter eine Orientteppichhandlung in der Münchner Innenstadt und wandelte sie gemeinsam mit seiner damaligen Ehefrau Ulrike in eine Kunstgalerie um. Bis Dezember 1994 führte er die Teppich- und Kunstgemälde-Galerie in der Theatinerstraße und galt als weltbekannter Händler für kostbare Teppiche mit engen Kontakten zu Auktionshäusern in London und New York. Er verfasste Fachbücher zu antiken Teppichen und gab sie im Eigenverlag heraus.

### Attest und Folgen
Der sich im Ruhestand befindende Psychiatrieprofessor Detlev von Zerssen, langjähriger Kunde der Galerie, beobachtete Herrmann im November 1994 während einer Ausstellungseröffnung und war nach eigenen Angaben besorgt über Veränderungen Herrmanns. Zerssen wandte sich mit dem Verdacht einer Hypomanie an Herrmanns Ehefrau und empfahl ihr den damaligen Leiter der Psychiatrie der Münchner Maximilians-Universität, Hans-Jürgen Möller. Dieser ließ sich Herrmann von dessen Noch-Ehefrau beschreiben. Möller diagnostizierte nach den Schilderungen der Ehefrau sowie einer halbstündigen Beobachtung Herrmanns in einem Kundengespräch, ohne Untersuchung und Befragung Herrmanns, eine endogene Psychose bei Herrmann. Möller händigte der Ehefrau unter Verletzung der ärztlichen Schweigepflicht ein Attest aus, in dem Herrmann als „selbst- und fremdgefährlich“ und die „sofortige Unterbringung in einer geschlossenen Abteilung einer psychiatrischen Klinik“ als „zwingend erforderlich“ beschrieben wird.
Herrmann räumte in der Folge, nach eigenen Angaben aus Angst vor der drohenden Unterbringung, nachts seine Galerie aus und setzte sich mit Kunstwerken im Millionenwert in die Schweiz ab. Da sich unter den Kunstwerken auch an eine Bank sicherungsübereignete Gegenstände befanden, wurde er am 15. Dezember 1994 verhaftet und in die Justizvollzugsanstalt München verbracht. Dort saß er fünf Tage in Untersuchungshaft. Herrmanns Schwiegermutter strengte unter Bezugnahme auf Möllers Attest ein Betreuungsverfahren an.
In der Teppichsammlerszene sprach sich nach der Räumung und Flucht Herrmanns herum, er sei verrückt geworden, worauf der Teppichkunstmarkt nervös reagierte. Spiegel-Autor Alexander Osang vergleicht das Geschäft mit alten Teppichen mit dem Aktienmarkt, es sei ebenso sensibel. Der Wert von Herrmanns Teppichen fiel von 30 Millionen Mark (Bewertung durch die Hypo-Bank München im Sommer 1994) auf etwa 6 bis 8 Millionen Mark (Schätzung von Sotheby’s im Jahr 1995). Die wichtigsten deutschen Sammler wandten sich von Herrmann ab, Kreditlinien wurden gestrichen und internationale Messen verweigerten Herrmann den Zugang.
Nach seinem Umzug in die Schweiz baute Herrmann in Zürich, Emmetten und Luzern neue Handelsplätze auf. Von zuvor rund 1500 Kunden und Interessenten blieben ihm nach dem Wegzug aus München nur etwa 30 Kunden erhalten. Er musste sein Geschäft großenteils neu aufbauen und dabei gegen die Rufschädigung in der Öffentlichkeit bestehen, die letztlich durch die Ferndiagnose des Psychiaters ausgelöst worden war. Laut Herrmann verbreitete beispielsweise die Wirtschaftswoche Anfang 1995 die schädlichen Gerüchte über ihn; erst im Jahr 2001 wurde er in der Wirtschaftswoche wieder als europäischer Top-Händler geführt.

### Rechtsstreit
Im Dezember 1997 verklagte Herrmann Hans-Jürgen Möller und dessen Dienstherrn, den Freistaat Bayern, auf insgesamt acht Millionen DM Schadensersatz. Nach eigenen Angaben hat Herrmann bis 2008 fast 500.000 Euro in die Rechtsstreitigkeiten investiert. Dabei ging es Herrmann nicht nur um den erlittenen finanziellen Schaden. Er wollte im Rahmen des Rechtsstreits auch klären, dass bei ihm nie eine psychische Krankheit vorlag und dass „der Arzt vollkommen gegen jegliche Regel gehandelt hat“.
Im Verlauf des Rechtsstreits wurden zahlreiche Experten mit der Frage beschäftigt, ob Herrmann zum Zeitpunkt des Attests psychisch gestört gewesen sei. Sowohl Möller als auch Herrmann beauftragten Professoren der Psychiatrie mit entsprechenden Gutachten. Die von Möller beauftragten Gutachter bestätigten dessen damalige Diagnose. Laut Herrmann haben diese Gutachter jedoch, ähnlich wie seinerzeit Möller, Ferndiagnosen erstellt und allein anhand von Akten geurteilt; keiner von ihnen hielt es für nötig, dem Probanden persönlich zu begegnen. Die von Herrmann eingeschalteten Experten haben alle mit ihm selbst gesprochen; sie bestätigten, dass ihm psychisch „nichts fehlt“. Laut Herrmann kam jeder, der mit ihm persönlich gesprochen hat, zu diesem Ergebnis, so auch schon ein Psychiater in Zürich, mit dem Herrmann kurz nach seinem Umzug in die Schweiz gesprochen hatte. Bis zum Jahr 2008 kamen widersprüchliche Aussagen und Gutachten zu Herrmanns Gesundheitszustand von zehn Ärzten aus vier Ländern in den Akten zusammen.
Am 20. August 2008 verurteilte das Landgericht München I Hans-Jürgen Möller zu 5000 Euro Schmerzensgeld, da durch die Herausgabe des Attests an die Ehefrau die ärztliche Schweigepflicht verletzt worden war. Die weitergehende Klage auf Ersatz aller aufgrund des Attests erlittenen Schäden wurde abgewiesen. Erst durch die Räumung der Teppichgalerie und die Flucht in die Schweiz sei die Information über den diagnostizierten Geisteszustand in die Geschäftswelt gelangt, weshalb die von Herrmann geltend gemachte Existenzvernichtung seinem eigenen Verhalten zuzuschreiben sei. Das Gericht traf keine Entscheidung in der Frage, ob Möllers Attest inhaltlich berechtigt war, das heißt, ob Herrmann damals psychisch krank war oder nicht. Es komme im Zusammenhang mit der Klage darauf an, dass die Diagnose einer psychischen Störung sowie die dringende Empfehlung, jemanden in der Psychiatrie unterzubringen, die Persönlichkeit des Betroffenen „an ihrer Basis“ treffen, und zwar „ganz unabhängig davon, ob die Diagnose richtig oder falsch ist“. Sowohl der beklagte Möller als auch Herrmann legten Berufung gegen das Urteil ein.
Am 4. Februar 2010 wurde Möller im Berufungsverfahren vom Oberlandesgericht München (OLG München) wegen „Eingriffs in das allgemeine Persönlichkeitsrecht“ zur Zahlung eines auf 15.000 Euro erhöhten Schmerzensgelds an Herrmann verurteilt sowie zum Ersatz „jeden materiellen Schadens, der durch die Fertigung und Weitergabe des Attestes entstanden ist oder noch entstehen wird“. Für geschäftliche Schwierigkeiten Herrmanns sei Möller jedoch nicht haftbar. Vielmehr seien diese durch das Verhalten des Klägers verursacht worden, insbesondere durch die Räumung seines Ladenlokals und seine Flucht in die Schweiz, aber auch, weil er den Inhalt des Attestes gegenüber Geschäftspartnern selbst mitgeteilt habe. Gegen den Freistaat Bayern stehen Herrmann laut dem Urteil des OLG München „unter keinem rechtlichen Gesichtspunkt Schadens- oder Schmerzensgeldansprüche zu“. Denn die Erstellung des Attestes im Auftrag der Ehefrau des Klägers sei als Nebentätigkeit des Arztes einzustufen, die mit der Leitung der Klinik nichts zu tun habe. Dass das Attest auf dem Briefpapier der Klinik geschrieben wurde, sei nicht maßgeblich. Die Revision wurde nicht zugelassen.

## Einordnung
Möller hatte das Attest nahezu ausschließlich auf der Grundlage der Angaben der damaligen Ehefrau Herrmanns geschrieben, ohne mit Eberhart Herrmann selbst gesprochen zu haben. Im Rahmen einer ZDF-Sendung, die den Fall behandelte, wies der Psychiater Martin von Hagen darauf hin, dass bei einem ärztlichen Attest „natürlich auch die Angaben des Betroffenen selbst“ berücksichtigt werden müssen. Es sei am besten, „wenn man Angehörige und Betroffene zusammenbringt, um dann sich ein eigenes Urteil zu bilden“. Er sehe in diesem Fall das Problem „in der Vorgehensweise“ bei der Diagnostik. Das Verhalten des Psychiaters Möller hatte unter anderem zur Folge, dass Eberhart Herrmann erst vor Gericht und in der Berichterstattung der Presse Gehör fand. Die Ehefrau hätte grundsätzlich nicht als alleinige Quelle für die Diagnostik dienen dürfen, insbesondere auch deshalb, weil die Ehe damals zerrüttet war und sich das Paar in einem „Scheidungskrieg“ befand. Die Pressemitteilung des Landgerichts München I zum Urteil im Jahr 2008 trägt die Überschrift „Szenen einer Ehe“. Die Vorsitzende Richterin am Oberlandesgericht München kritisierte das gravierende Versäumnis des Psychiaters Möller mit dem empörten Ausruf „Das geht so nicht!“.
Die medizinische Gutachterin Ursula Gresser, die einen Fachaufsatz zur Frage der zweifelhaften Neutralität von psychiatrischen Gutachtern publiziert hat, sieht Parallelen zu den Fällen von Horst Arnold, Gustl Mollath und Jörg Kachelmann, die dazu geführt haben, „dass das Vertrauen in die psychiatrischen und auch in die psychologischen Gutachter massiv erschüttert worden ist“. Den Fall Herrmann hält sie für „besonders krass“, weil hier der Leiter einer psychiatrischen Universitätsklinik das fragwürdige Attest angefertigt hatte. Möllers Gutachten sei „unberechtigt“ und „unzulässig“ gewesen. Der hohe finanzielle Schaden sei letztlich eine Folge dieses Gutachtens gewesen, da Herrmann ins Ausland habe fliehen müssen, um nicht aufgrund des Gutachtens in die geschlossene Psychiatrie eingewiesen zu werden. Ihrer Meinung nach hätte Möller aufgrund seiner „Regelverstöße“ dafür in Haftung genommen werden müssen.
Herrmann selbst sieht sich in seiner damaligen Flucht nachträglich durch viele andere Fälle bestätigt, in denen Menschen aufgrund von Gutachten zu Unrecht in die Psychiatrie eingewiesen worden sind. Er verweist beispielhaft auf Gustl Mollath, der sieben Jahre lang in der Psychiatrie eingesperrt war. Ein weiterer vergleichbarer Fall ist der von Ilona Haslbauer.

## Veröffentlichungen
Herrmann gab unter anderem folgende Publikationen heraus:
- mit Gerhard Arandt: Von Uschak bis Yarkand. Seltene Orientteppiche aus vier Jahrhunderten. Eigenverlag, München 1979, DNB 800691113.
- mit Gerhard Arandt: Von Konya bis Kokand. Seltene Orientteppiche. Eigenverlag, München 1980, DNB 810278960.
- Asiatische Teppich- und Textilkunst. 4 Bde. Eigenverlag, München 1989–1992, DNB 551659610.